# Tesla (unidad)
El tesla (símbolo: T) es la unidad de inducción magnética (o densidad de flujo magnético) del Sistema Internacional de Unidades (SI). Fue nombrada así en 1960 en honor al ingeniero e inventor Nikola Tesla. El nombre de la unidad debe escribirse en minúsculas, mientras que su símbolo se escribe con mayúscula.
Un tesla es igual a un  weber por metro cuadrado. La unidad fue anunciada durante la Conferencia General de Pesas y Medidas en 1960 y recibe su nombre en honor a Nikola Tesla, a propuesta del ingeniero eléctrico esloveno France Avčin.
Los campos más fuertes que se encuentran en los imanes permanentes en la Tierra provienen de las esferas de Halbach y pueden superar los 4,5 T. El récord del campo magnético pulsado sostenido más alto ha sido producido por científicos en el campus del Laboratorio Nacional de Los Álamos del Laboratorio Nacional de Alto Campo Magnético, el primer campo magnético no destructivo de 100 teslas del mundo. En septiembre de 2018, investigadores de la Universidad de Tokio generaron un campo de 1200 T que duró del orden de 100 microsegundos utilizando la técnica de compresión de flujo electromagnético.

## Definición
Una partícula que lleva una carga de un coulombio y se mueve perpendicularmente a través de un campo magnético de un tesla, a una velocidad de un metro por segundo, experimenta una fuerza con una magnitud de un  newton, de acuerdo con la ley de fuerza de Lorentz. Como unidad derivada del SI, el tesla también se puede expresar como:
{\displaystyle {\text{T}}={\dfrac {{\text{V}}{\cdot }{\text{s}}}{{\text{m}}^{2}}}={\dfrac {\text{N}}{{\text{A}}{\cdot }{\text{m}}}}={\dfrac {\text{J}}{{\text{A}}{\cdot }{\text{m}}^{2}}}={\dfrac {{\text{H}}{\cdot }{\text{A}}}{{\text{m}}^{2}}}={\dfrac {\text{Wb}}{{\text{m}}^{2}}}={\dfrac {\text{kg}}{{\text{C}}{\cdot }{\text{s}}}}={\dfrac {{\text{N}}{\cdot }{\text{s}}}{{\text{C}}{\cdot }{\text{m}}}}={\dfrac {\text{kg}}{{\text{A}}{\cdot }{\text{s}}^{2}}}}
Donde A = amperio, C = coulomb, kg = kilogramo, m = metro, N =  newton, s = segundo, H = henrio , V = voltio, J = julio y Wb =  weber
Un tesla se define, también, como una inducción magnética uniforme que, repartida normalmente sobre una superficie de un metro cuadrado, produce a través de esta superficie un flujo magnético total de un weber. 
1 T = 1 Wb·m−2 = 1 kg·s−2·A−1 = 1 kg·C-1·s-1
También se define como la inducción de un campo magnético que ejerce una fuerza de 1 N (newton) sobre una carga de 1 C (culombio) que se mueve a velocidad de 1 m/s dentro del campo y perpendicularmente a las líneas de inducción magnética.
Lo que es: 1 T = 1 N·s·m−1·C−1
El tesla es el valor del total del flujo magnético dividido por el área, de lo que puede deducirse que si reducimos el área afectada se incrementa la densidad del flujo magnético. Esto continuaría pasando hasta que el material llegara a un punto de saturación magnética.

## Campo eléctrico vs. magnético
En la producción de la fuerza de Lorentz, la diferencia entre campos eléctricos y campos magnéticos es que la fuerza de un campo magnético sobre una partícula cargada generalmente se debe al movimiento de la partícula cargada, mientras que la fuerza impartida por un campo eléctrico sobre una partícula cargada no se debe al movimiento de la partícula cargada. Esto se puede apreciar observando las unidades de cada uno. La unidad de campo eléctrico en el Sistema MKS de unidades es newton por coulombio, N/C, mientras que el campo magnético (en teslas) se puede escribir como N/(C⋅m/s). El factor divisorio entre los dos tipos de campo es metros por segundo (m/s), que es la velocidad. Esta relación destaca de inmediato el hecho de que si una estáticael campo electromagnético se ve como puramente magnético, o puramente eléctrico, o alguna combinación de estos, depende del marco de referencia de uno (es decir, la velocidad de uno en relación con el campo).
En los ferromagnetos, el movimiento que crea el campo magnético es el espín del electrón (y, en menor medida, el momento angular orbital del electrón ). En un cable que transporta corriente (electroimanes), el movimiento se debe a los electrones que se mueven a través del cable (ya sea recto o circular).

## Múltiplos del SI
A continuación una tabla de los múltiplos y submúltiplos del Sistema Internacional de Unidades.
| Submúltiplos                                   | Submúltiplos | Submúltiplos |        | Múltiplos | Múltiplos   | Múltiplos |
| Valor                                          | Símbolo      | Nombre       | Valor  | Símbolo   | Nombre      |           |
| 10−1 T                                         | dT           | decitesla    | 101 T  | daT       | decatesla   |           |
| 10−2 T                                         | cT           | centitesla   | 102 T  | hT        | hectotesla  |           |
| 10−3 T                                         | mT           | militesla    | 103 T  | kT        | kilotesla   |           |
| 10−6 T                                         | µT           | microtesla   | 106 T  | MT        | megatesla   |           |
| 10−9 T                                         | nT           | nanotesla    | 109 T  | GT        | gigatesla   |           |
| 10−12 T                                        | pT           | picotesla    | 1012 T | TT        | teratesla   |           |
| 10−15 T                                        | fT           | femtotesla   | 1015 T | PT        | petatesla   |           |
| 10−18 T                                        | aT           | attotesla    | 1018 T | ET        | exatesla    |           |
| 10−21 T                                        | zT           | zeptotesla   | 1021 T | ZT        | zettatesla  |           |
| 10−24 T                                        | yT           | yoctotesla   | 1024 T | YT        | yottatesla  |           |
| 10−27 T                                        | rT           | rontotesla   | 1027 T | RT        | ronnatesla  |           |
| 10−30 T                                        | qT           | quectotesla  | 1030 T | QT        | quettatesla |           |
| Prefijos comunes de unidades están en negrita. |              |              |        |           |             |           |

Esta unidad del Sistema Internacional es nombrada así en honor a Nikola Tesla. En las unidades del SI cuyo nombre proviene del nombre propio de una persona, la primera letra del símbolo se escribe con mayúscula (T), en tanto que su nombre siempre empieza con una letra minúscula (tesla), salvo en el caso de que inicie una frase o un título.
Basado en The International System of Units, sección 5.2.

## Equivalencias
1 tesla es equivalente a:
- 10 000 gauss (G), unidad utilizada en el Sistema Cegesimal de Unidades
- 109 gammas (γ), unidad usada en geofísica

## Ejemplos

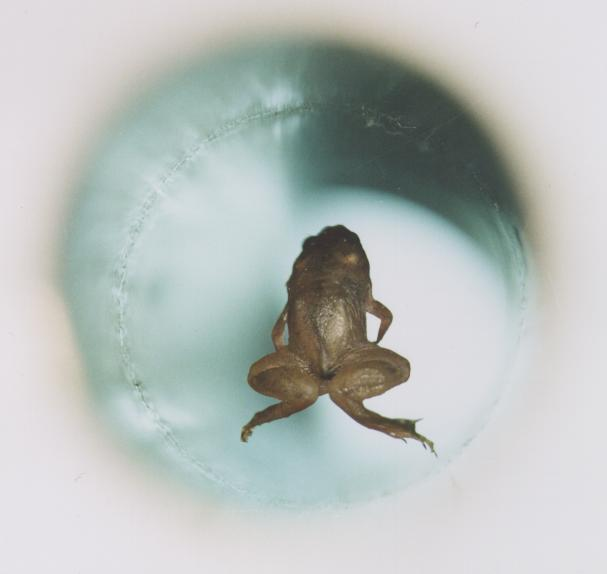
Una rana viva levita en un campo magnético de ~16 Tesla

Los siguientes ejemplos se enumeran en orden ascendente de intensidad de campo.
- En el espacio exterior la densidad del flujo magnético es de 0,1-10 nanoteslas (10−10 T - 10−8 T),
- El campo magnético terrestre, a una latitud de 50° es de 58 µT (5,8×10−5 T) y en el ecuador.
- Una mancha solar genera unos 0,15 T.
- Un altavoz potente genera aproximadamente 1 T.
- Un aparato de resonancia magnética nuclear genera más de 7 T, experimentalmente más de 20 T.[11] en Lión en octubre de 2019 con un campo de 23,5 T.[12]
- El campo magnético continuo más fuerte jamás producido en laboratorio (en el National High Magnetic Field Laboratory de la Florida State University en Tallahassee, Florida) fue de 45 T.
- El campo instantáneo más fuerte producido en laboratorio es de 1200 T (Universidad de Tokio, agosto de 2020)[13]
- Una estrella de neutrones genera de 1 a 100 megateslas (106 T a 108 T). Si es de tipo magnetar, genera de 0,1 a 100 gigateslas (108 a 1011 T).
- El máximo campo magnético teórico para una estrella de neutrones, y por tanto el límite máximo teórico para un fenómeno conocido, es de 1013 T (10 terateslas).
- Cada imán utilizado para desviar la trayectoria de las partículas en el acelerador de partículas del LHC produce un campo magnético de 8,4 teslas.[14]
- 3.2 × 10−5 T (31.869 μT): intensidad del  campo magnético de la Tierra a 0° de latitud, 0° de longitud
- 5 × 10−3 T (5 mT): la fuerza de un imán de nevera típico
- 0,3 T: la fuerza de las manchas solares
- 1,25 T: densidad de flujo magnético en la superficie de un imán de neodimio
- 1 T a 2,4 T: separación de bobina de un imán de altavoz típico
- De 1,5 T a 3 T: fuerza de los sistemas médicos de  imágenes por resonancia magnética en la práctica, experimentalmente hasta 17 T.[15]
- 4 T: fuerza del imán superconductor construido alrededor del  detector CMS en el  CERN.[16]
- 5,16 T: la fuerza de una Matriz Halbach a temperatura ambiente especialmente diseñada.[17]
- 8 T: la fuerza de los imanes del  LHC
- 11,75 T: la fuerza de los imanes INUMAC, el escáner de resonancia magnética más grande.[18]
- 13 T: fuerza del sistema magnético superconductor  ITER.[19]
- 14,5 T: la fuerza de campo magnético más alta jamás registrada para un imán de dirección del acelerador en Fermilab.[20]
- 16 T: intensidad del campo magnético necesaria para levitar una rana[21] (mediante la Levitación magnética del agua en sus tejidos corporales) según el  Premio Ig Nobel de Física de 2000.[22]
- 17,6 T: el campo más intenso atrapado en un superconductor en un laboratorio en julio de 2014.[23]
- 27 T: intensidades de campo máximas de electroimanes superconductores a temperaturas criogénicas
- 35,4 T: el récord mundial actual (2009) de un electroimán superconductor en un campo magnético de fondo.[24]
- 45 T: el récord mundial actual (2015) para imanes de campo continuo.[24]
- 100 T: fuerza de campo magnético aproximada de una estrella enana blanca típica
- 100,75 T: récord mundial actual (2012) de campos magnéticos pulsados generados de forma no destructiva
- 108 – 1011 T (100 MT – 100 GT) – rango de fuerza magnética de estrellas de neutrones magnetares

## Efectos de exposición a campos electromagnéticos
Durante el siglo XX, la exposición ambiental a los campos electromagnéticos artificiales ha ido aumentando de forma constante, ya que la creciente demanda de electricidad, el avance constante de las tecnologías y los cambios en el comportamiento social han creado cada vez más fuentes artificiales. Todo el mundo está expuesto a una compleja mezcla de campos eléctricos y magnéticos débiles, tanto en casa como en el trabajo, desde la generación y transmisión de electricidad, los electrodomésticos y los equipos industriales, hasta las telecomunicaciones y la radiodifusión.
En el cuerpo humano existen pequeñas corrientes eléctricas debido a las reacciones químicas que se producen como parte de las funciones corporales normales, incluso en ausencia de campos eléctricos externos. Por ejemplo, los nervios transmiten señales mediante impulsos eléctricos. La mayoría de las reacciones bioquímicas, desde la digestión hasta las actividades cerebrales, van acompañadas de la reorganización de partículas cargadas. Incluso el corazón es eléctricamente activo, una actividad que su médico puede rastrear con la ayuda de un electrocardiograma.
Los campos eléctricos de baja frecuencia influyen en el cuerpo humano del mismo modo que en cualquier otro material formado por partículas cargadas. Cuando los campos eléctricos actúan sobre materiales conductores, influyen en la distribución de las cargas eléctricas en su superficie. Hacen que la corriente fluya a través del cuerpo hasta el suelo.
Los campos magnéticos de baja frecuencia inducen corrientes circulantes dentro del cuerpo humano. La fuerza de estas corrientes depende de la intensidad del campo magnético exterior. Si son lo suficientemente grandes, estas corrientes pueden provocar la estimulación de nervios y músculos o afectar a otros procesos biológicos.
Tanto los campos eléctricos como los magnéticos inducen tensiones y corrientes en el cuerpo, pero incluso directamente debajo de una línea de transmisión de alta tensión, las corrientes inducidas son muy pequeñas en comparación con los umbrales para producir descargas y otros efectos eléctricos.
El calentamiento es el principal efecto biológico de los campos electromagnéticos de radiofrecuencia. Los niveles de los campos de radiofrecuencia a los que se exponen normalmente las personas son muy inferiores a los necesarios para producir un calentamiento significativo. El efecto de calentamiento de las ondas de radio constituye la base de las directrices actuales. Los científicos también están investigando la posibilidad de que se produzcan efectos por debajo del umbral de calentamiento del cuerpo como resultado de una exposición prolongada. Hasta la fecha, no se ha confirmado ningún efecto adverso para la salud derivado de una exposición de bajo nivel y a largo plazo a campos de radiofrecuencia o de frecuencia de potencia, pero los científicos siguen investigando activamente en este ámbito.